# Włochy
Włochy è una delle frazioni della città di Varsavia, situata nella parte sud-occidentale della città. Confina con le frazioni di Bemowo e Wola a nord, Ochota e Mokotów a est, Ursus e Ursynów a sud.
Comprende il quartiere di Okęcie, in cui è ubicato l'Aeroporto di Varsavia-Chopin, il maggiore dello Stato.

## Storia ed etimologia
In epoca medioevale la zona era conosciuta con il nome di Porzucewo Sopęchy fino al secolo XV. "Włochy" in lingua polacca significa "Italia", ed etimologicamente deriva dall'aggettivo tedesco welsch (a sua volta derivante dalla parola protogermanica walhaz) indicante le popolazioni di lingua romanza, in particolare italiani e francesi. Per alcuni studiosi quindi il toponimo deriverebbe da un esercito straniero, probabilmente italiano, che sarebbe giunto dalla cittadina vicina (oggi un'altra frazione di Varsavia) di Wola, dove aveva sede l'ambasciata italiana. Secondo altri l'origine del nome risalirebbe a Jan Yokel, soprannominato "Włoch", il quale potrebbe essere stato il capostipite della famiglia Włochy ("Italia"), che abitò questa zona.
Tra il 1938 e il 1951 Włochy era uno dei luoghi più prestigiosi della Polonia. Dal 2 maggio 1951 fu unita a Varsavia come parte della frazione di Ochota, ma dal 1994 formò un distretto a sé stante. Nel 2002 divenne una frazione indipendente della capitale polacca.